# Phytomyza nigritella
Phytomyza nigritella är en tvåvingeart som beskrevs av Zetterstedt 1848. Phytomyza nigritella ingår i släktet Phytomyza och familjen minerarflugor.
Artens utbredningsområde är Sverige. Arten är reproducerande i Sverige. Inga underarter finns listade i Catalogue of Life.